# Ревизионизм (марксизм)
Ревизиони́зм в марксизме (revisio — пересмотр, от лат. re — пере и visio — смотреть) — 1. То же что бернштейнианство, течение в социал-демократии, родоначальником которого был Э. Бернштейн, провозгласившее пересмотр («ревизию») основных положений марксизма ввиду их несоответствия изменившимся условиям. 2. пейоративный термин, указывающий на отступления от исходных постулатов и выводов марксизма (чаще — марксизма-ленинизма), который был распространен во внутренних конфликтах марксистов преимущественно XX века. Как правило, под ревизионизмом в марксизме понимается любой вид пересмотра марксистских тезисов, понимаемый как негативное явление. Достаточно редко, но ревизионизм используется также и как позитивное самоопределение, позиционирующееся как творческое переосмысление марксистских авторитетных норм.

## Особенности ревизионизма в марксизме
Хотя на практике использование термина имело преимущественно спекулятивный характер, а обвинение в ревизионизме часто имело конъюнктурное содержание, можно выделить основные черты того, что подразумевается под ревизионизмом в марксизме.
Зачастую обвинение в ревизионизме сводится к отказу от исходного для марксизма метода материалистической диалектики или утверждению неких взглядов, противоречащих ему. Относительно часто термин «ревизионизм» используется для описания ведения реформистской или излишне электоральной политики, слабо свойственной для революционных течений марксизма.
Согласно исследователю Тому Боттмору, до 1914 года, как правило, термин «ревизионизм» использовался «для защиты революционного течения в европейском рабочем движении от новой волны консерватизма», а после 1945 г. она «была мобилизована для защиты другого вида консерватизма» против критики, стремившейся вернуться на более независимый и даже революционный путь».

## История термина

### Легальный марксизм
Оригинальным российским течением стал «легальный марксизм», выдвинувший аргументы в пользу возможности и прогрессивности капитализма в России. Первой книгой, в которой были изложены эти идеи, стали изданные в 1894 году «Критические заметки к вопросу об экономическом развитии России» П. Струве, который позднее вспоминал:

В развитии мировой экономической мысли моя книга, насколько мне позволяет сказать мое знакомство с литературой предмета, была первым проявлением того, что позже стало известно под именем марксистского или социал-демократического «ревизионизма».
— «Мои встречи и столкновения с Лениным».
Первенство Струве признаёт В. И. Ленин в статье «Принципиальные вопросы избирательной кампании» (1911 год), где он, критикуя российских либералов, пишет, что их воззрения — не «боевой ревизионизм, поднимающий „знамя восстания“ (хотя бы даже так, как это делал Бернштейн в Германии около 10 лет тому назад, а в России Струве лет 15 назад или Прокопович несколько позже)». П. Берлин в статье «О бернштейнианстве» писал:

Не Бернштейн первый указал на эту необходимость внести поправку в распространенное представление о марксизме. В этом отношении, как и во многих других, его опередил Струве.
— «Жизнь», февраль 1901 года, С. 120.
Основным произведением российского ревизионизма стала напечатанная в 1899 году в Германии на немецком языке работа Струве «Марксова теория социального развития. Критический опыт». Её ключевая идея состоит в том, что главное достижение Маркса — материалистическое понимание истории — противоречит марксистской концепции социальной революции.
Направление просуществовало недолго, идеологи «легального марксизма» быстро эволюционировали в сторону монархизма и религиозной мистики. Любовь Аксельрод вспоминала:
Г. Бердяев вместе с г. Булгаковым стремительно, с головокружительной быстротой пролетели путь от Маркса к православию, от интернационального социализма к русской православной церкви.
Да и вообще, так называемые легальные марксисты сапогов своих еще не износили, в которых ходили в марксистскую редакцию «Нового слова», как измена была налицо.

Кратковременное поверхностное увлечение молодости было для них чем-то вроде гегелевой антитезы.

### Бернштейн
Впервые же непосредственно термин был использован в немецкой социал-демократии по отношению к концепции Эдуарда Бернштейна, объявившего о необходимости «ревизии» марксизма в новых исторических условиях. Бернштейн утверждал, что вывод Маркса относительно неизбежного кризиса капитализма не подтверждается и движение к социализму возможно при условии, что массовые социалистические партии будут стремиться к предвыборному сотрудничеству с другими прогрессивными силами. Бернштейн выступал за реформы в противовес революции. Он писал:

Демократия есть начало и конец в одно и то же время. Она — средство введения социализма и форма реализации социализма… Демократия в принципе уничтожает господство класса, даже если она пока не в состоянии упразднить классы вообще… Демократия есть высшая школа компромисса.

### Использование в СССР
Термин «ревизионизм» использовался советской пропагандой для обозначения любых мнений относительно стратегии и тактики рабочего движения, отличавшихся от точки зрения политического руководства СССР.
Так, в «Декларации совещания коммунистических и рабочих партий социалистических стран», принятой в 1957 году, говорилось, что главной опасностью является «ревизионизм, иными словами, правый оппортунизм, как проявление буржуазной идеологии, парализующей революционную энергию рабочего класса, требующей сохранения или восстановления капитализма. Однако догматизм и сектантство могут представлять также основную опасность на отдельных этапах развития той или иной партии. Каждая компартия определяет, какая опасность для неё представляет в данное время главную опасность». Союз коммунистов Югославии, который другие компартии неоднократно обвиняли в ревизионизме, не поддержал этот документ.

### В других социалистических странах
Коммунистическая партия Китая заявляла, что XX съезд КПСС, а затем и XXII съезд КПСС увели КПСС в сторону ревизионизма. 

Об этом же заявляла коммунистическая Албанская партия труда. Так, албанский ходжаистский идеолог Шикри Баллвора заявил по этому поводу: 
Продолжая прежнюю бернштейновскую ревизионистскую традицию, XX съезд КПСС объявил устаревшей марксистско-ленинскую теорию о насильственной революции и разгроме буржуазного государственного аппарата как универсальный закон перехода от капитализма к социализму.
VII съезд АПТ в 1976 году также подтвердил приверженность борьбе против любого ревизионизма.

## Современное применение
На сегодняшний день на постсоветском пространстве между марксистами идет дискуссия по поводу использования мир-системного анализа. Противники утверждают, что мир-системная теория является ревизионистской, так как она отрицает основные положения марксизма, такие как классовая борьба, формационный подход. В свою очередь сторонники мир-системы утверждают, что противоположная сторона погрязла в догматизме.
В самоидентификации современных маоистов и ходжаистов антиревизионизм продолжает играть важную роль.